# نفاذ المغذيات
نفاذ أو نضوب المغذيات أو استنزاف المغذياتهو نوع من استنزاف الموارد ويشير إلى فقدان المغذيات والعناصر الغذائية الدقيقة في المواطن أو أجزاء من المحيطات الحيوي، وغالبًا التربة (استنزاف التربة، تدهور التربة). على مستوى المثوى البيئي الكامل أو النظام البيئي، يمكن أن يحدث استنزاف العناصر الغذائية أيضًا من خلال فقدان الركيزة الغذائية (فقدان التربة، وفقدان الأراضي الرطبة، وما إلى ذلك). عادةً ما تكون العناصر الغذائية هي الحلقة الأولى في السلسلة الغذائية، وبالتالي فإن فقدان العناصر الغذائية في الموائل سيؤثر على دورة المغذيات وفي النهاية السلسلة الغذائية بأكملها.
يمكن أن يشير استنزاف العناصر الغذائية إلى التحولات في التركيب النسبي للمغذيات وكمية المغذيات الإجمالية (أي وفرة الغذاء). لقد تغير النشاط البشري في البيئة الطبيعية على نطاق واسع، وعادةً ما يكون ذلك مصحوبًا بتأثيرات سلبية على نباتات وحيوانات الحياة البرية.
يُعرف التأثير المعاكس باسم فرط المغذيات أو التلوث بالمغذيات. يؤدي كل من الاستنزاف وفرط المغذيات إلى تحولات في التنوع البيولوجي ووفرة الأنواع (عادةً ما تكون انحدارًا). التأثيرات ثنائية الاتجاه حيث أن التحول في تكوين الأنواع في المواطن قد يؤدي أيضًا إلى تحول في تكوين العناصر الغذائية.